# اوان گلدبرگ
اوان گلدبرگ (انگلیسی: Evan Goldberg؛ زادهٔ ۱۹۸۲) یک فیلم‌نامه‌نویس، کارگردان و تهیه‌کننده اهل کانادا است. وی از سال ۲۰۰۴ میلادی تاکنون مشغول فعالیت بوده‌است. او دوست دوران بچگی ست روگن میباشد و با همکاری او چندین فیلم ساخته است.

## فیلم‌شناسی
| سال  | فیلم                              | نقش                         | توضیحات    |
| ---- | --------------------------------- | --------------------------- | ---------- |
| ۲۰۰۷ | برخورد کردن                       | مجری طرح                    |            |
| ۲۰۰۷ | خیلی بد                           | نویسنده، مجری طرح           |            |
| ۲۰۰۷ | جی و ست در مقابل آخرالزمان        | نویسنده                     | فیلم کوتاه |
| ۲۰۰۸ | قطار آناناس                       | نویسنده، مجری طرح           |            |
| ۲۰۰۹ | آدم‌های بامزه                      | مجری طرح                    |            |
| ۲۰۱۱ | زنبور سبز                         | نویسنده، مجری طرح           |            |
| ۲۰۱۱ | Goon                              | نویسنده                     |            |
| ۲۰۱۱ | ۵۰/۵۰                             | تهیه‌کننده                   |            |
| ۲۰۱۲ | دیدبان (فیلم ۲۰۱۲)                | نویسنده                     |            |
| ۲۰۱۲ | سفر گناه                          | تهیه‌کننده                   |            |
| ۲۰۱۳ | این پایان است                     | نویسنده، تهیه‌کننده، کاگردان |            |
| ۲۰۱۴ | همسایه‌ها                          | تهیه‌کننده                   |            |
| ۲۰۱۴ | مصاحبه                            | داستان، تهیه‌کننده، کارگردان | [ ۱ ]      |
| ۲۰۱۵ | Untitled Christmas Eve project    | تهیه‌کننده                   | فیلمبرداری |
| ۲۰۱۶ | مهمانی سوسیسی                     | نویسنده، تهیه‌کننده          | فیلمبرداری |
| ٢۰٢٣ | لاک پشت های نینجا: آشوب جهش یافته | تهیه کننده                  |            |
| TBA  | Brooklyn Castle                   | تهیه‌کننده                   | Announced  |
| TBA  | Cherries                          | تهیه‌کننده                   | پیش تولید  |